# Abel Faivre
Abel Faivre (Lione, 30 marzo 1867 – Nizza, 30 agosto 1945) è stato un pittore, litografo e illustratore francese.

## Biografia
Abel Faivre ha studiato all'École des Beaux-Arts di Lione, poi all'École des beaux-arts di Parigi e all'Académie Julian con Jules Joseph Lefebvre e Benjamin-Constant.
Fu medaglia di terza classe all'Esposizione universale del 1894 ad Anversa, poi medaglia d'onore all'Esposizione Universale di Lione dello stesso anno, poi espose al Salon della Società Nazionale di Belle Arti dal 1903. Visse e lavorò a Parigi dove eseguì ed espose numerosi dipinti, tra i quali La fenne à l'éventail (1901) e L'enfant au livre (1906), ma divenne noto soprattutto per le gustose caricature che pubblicò sui giornali e riviste.
Dopo aver consegnato un gran numero di disegni satirici a Le Sourire e L'Assiette aueurre, divenne particolarmente famoso per i suoi manifesti di propaganda volti a sostenere lo sforzo bellico francese (1914-1918), tra cui quello del prestito nazionale francese del 1918 dove rappresenta Guglielmo II di Württemberg, a capo chino e con in mano una spada spezzata, scacciato dalle bandiere delle Potenze Alleate.
Sulla traccia di Forain, si formò uno stile rapido e pastoso, ricco di vivaci annotazioni, inserendosi così nella grande tradizione della caricatura francese fin de siècle.
Ha anche lavorato, tra gli altri, per il quotidiano umoristico Le Rire - ribattezzato Le Rire rouge durante la guerra -, La Baïonnette e Le Figaro Illustré.
Le sue caricature, in particolare conservate presso il museo Jean-Jaurés di Castres, sono caratterizzate da un umorismo a volte sbarazzino, senza complessi, in cui la nudità è spesso esposta, cosa che a volte gli è valsa l'avvertimento dei comitati di censura. La sua caratteristica molto singolare è stata apprezzata da Alphonse Allais.
Fu membro fondatore nel 1907 del comitato Salon des humoristes.

## Opere

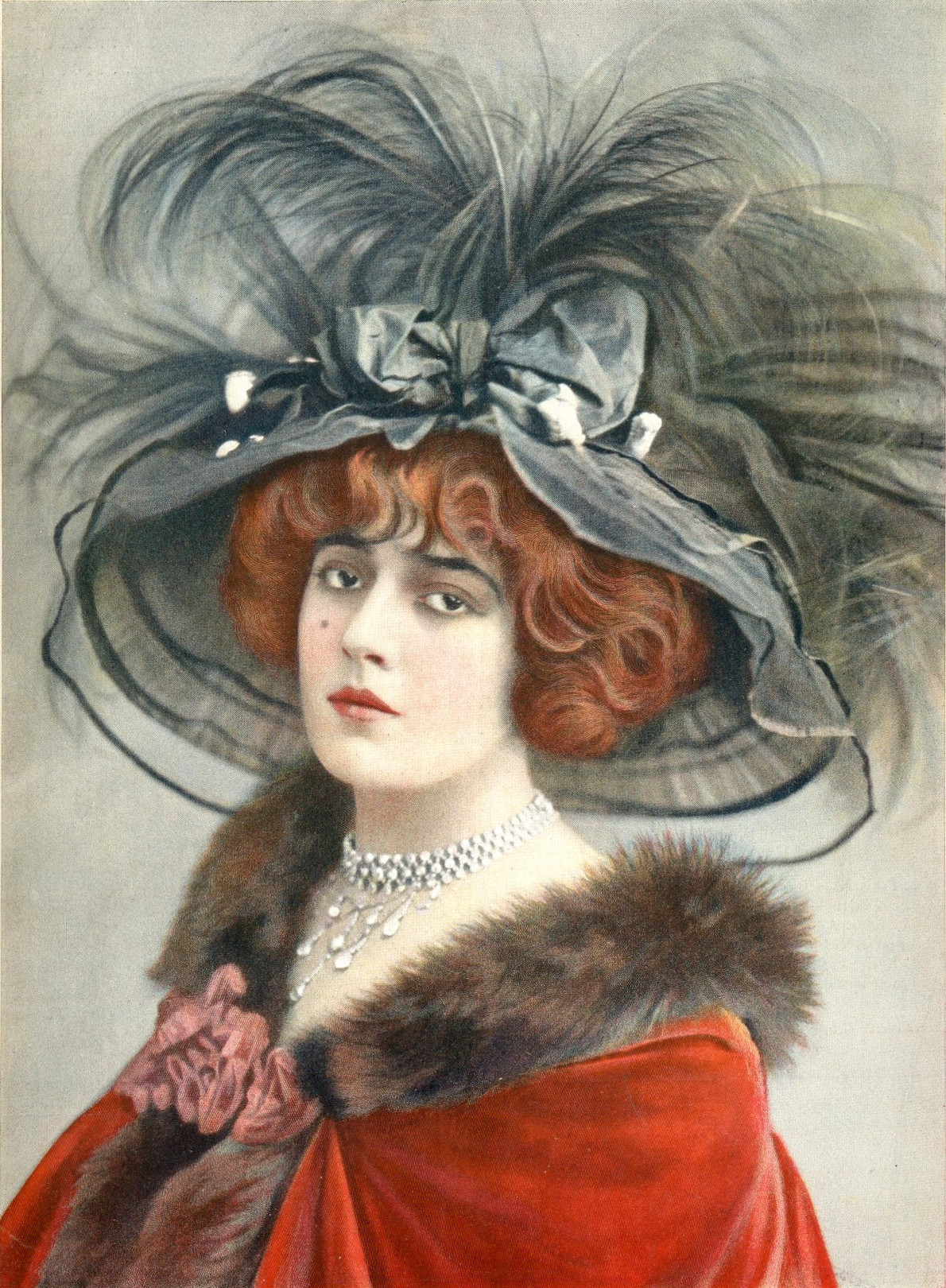
Ritratto di Geneviève Lantelme

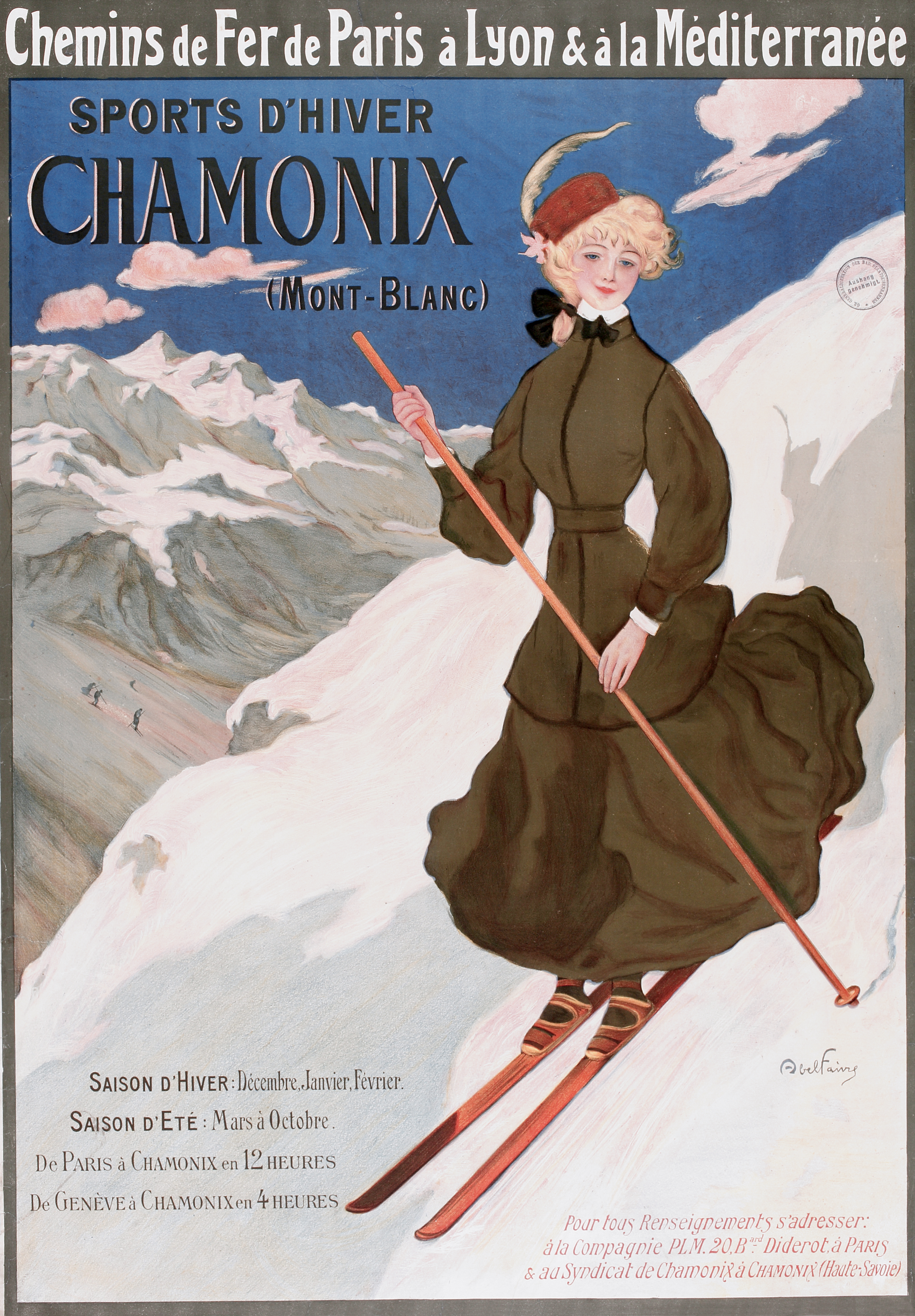
Poster PLM Chamonix Monte Bianco.

- Fromentine, le meilleur des potages (1898);
- Portrait de Mme Hélène Chauvin et de sa fille (1903);
- Logiz de la lune rousse 36 boulevard de Clichy (1905);
- L'enfant au livre (1906);
- Portrait de Mlle J. R. (1906);
- Portrait de Mme A.- M. C. (1906);
- Portrait de M. Maurice Donnay (1907);
- Portrait de Geneviève Lantelme (1910);
- La Femme à l'éventail;
- Jeune femme à la robe bleue;
- Portrait d'enfant;
- Portrait de Mme L. A.;
- Intérieur;
- Portrait de Mme Leblanc;
- Portrait de M. de Pierrebourg, enfant;
- PLM Chamonix, Mont-Blanc;
- Et après !;
- Ma Maman;
- Journée nationale des tuberculeux anciens militaires (1917);
- Femme à la rose (1918);
- Emprunt national 1920. Terre de France (1920);
- Emprunt Verdun 6 % (1921);
- Salon des humoristes (1932);
- Comité contre les maladies respiratoires et la tuberculose… (1936).

### Pubblicazioni
- « Joseph Faivre », L'Album, IX, Parigi, Librairie illustrée - J. Taillandier, (1902);
- Les Maîtres Humoristes Abel Faivre, Société d'Édition et de Publications Librairie Félix Juven, Parigi, (1907);
- Les Maîtres humoristes Abel Faivre (Deuxième Album), Société d'Édition et de Publications Librairie Félix Juven, Parigi, (1909);
- Jours de guerre. 1915-1919, 2 vol., Parigi, Pierre Lafitte, coll. « Les Grands Humoristes », 1921-1922.

Poster d'Abel Faivre
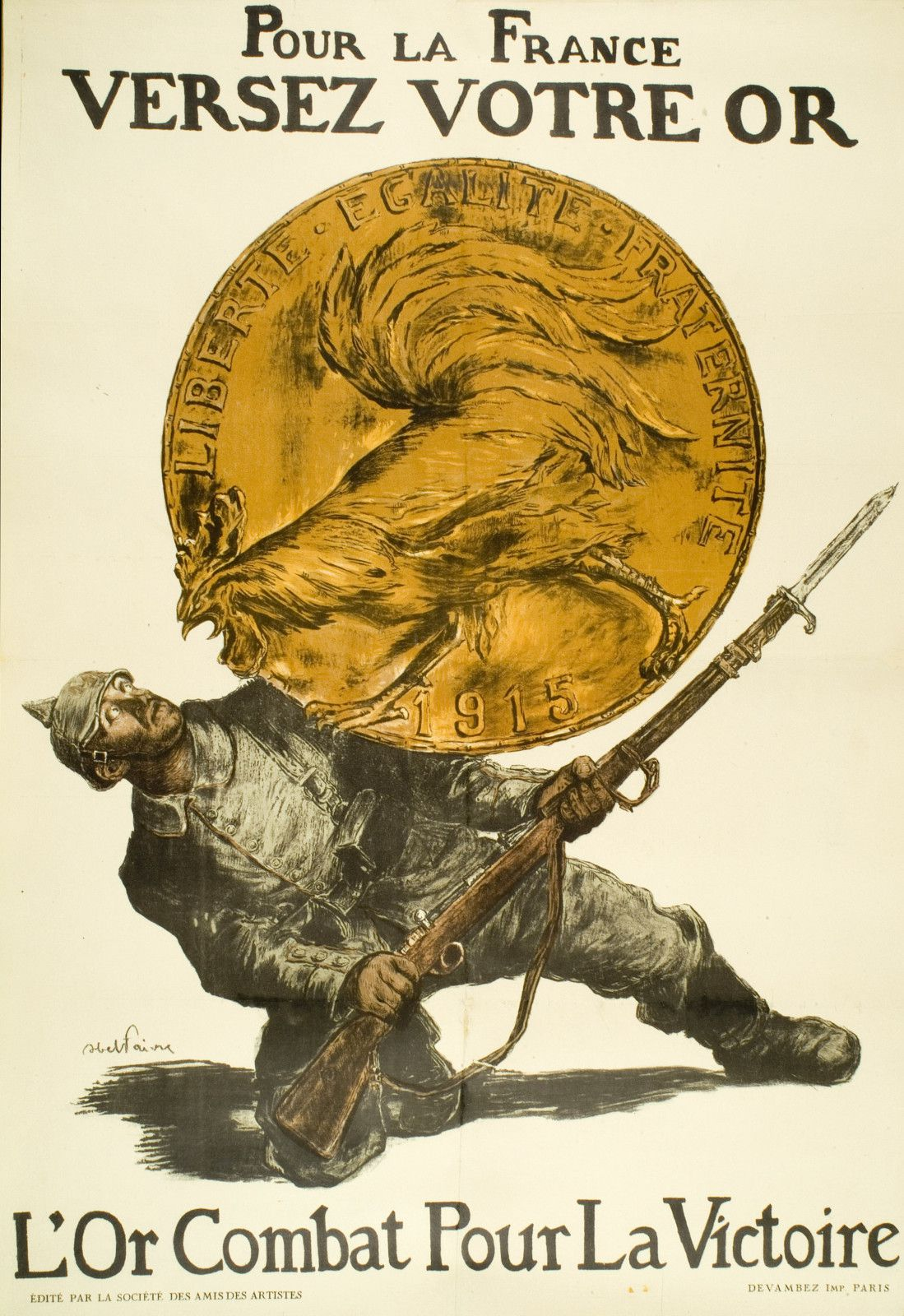
L'or combat pour la Victoire, 1º emprunt pour la Défense nationale (1915).
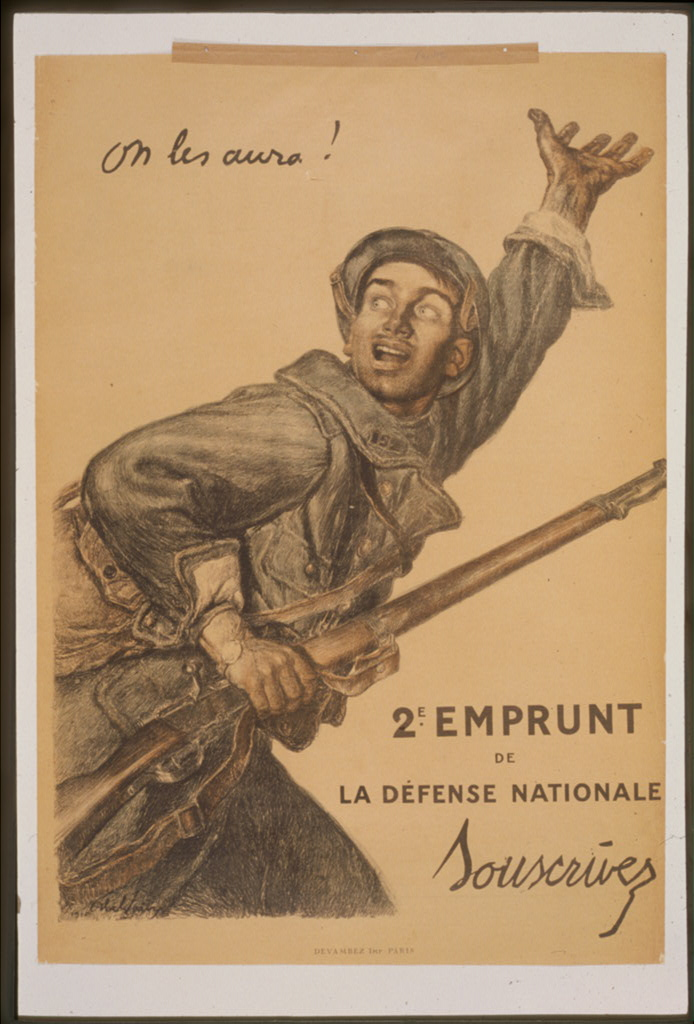
On les aura !, 2º emprunt (1916).
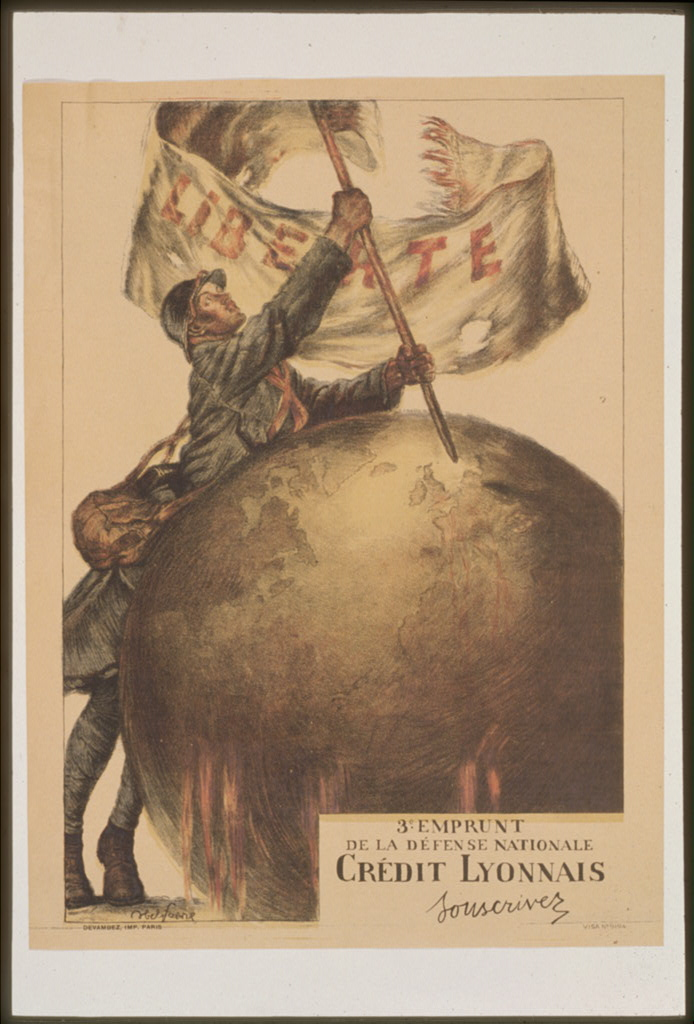
3º emprunt (1917).
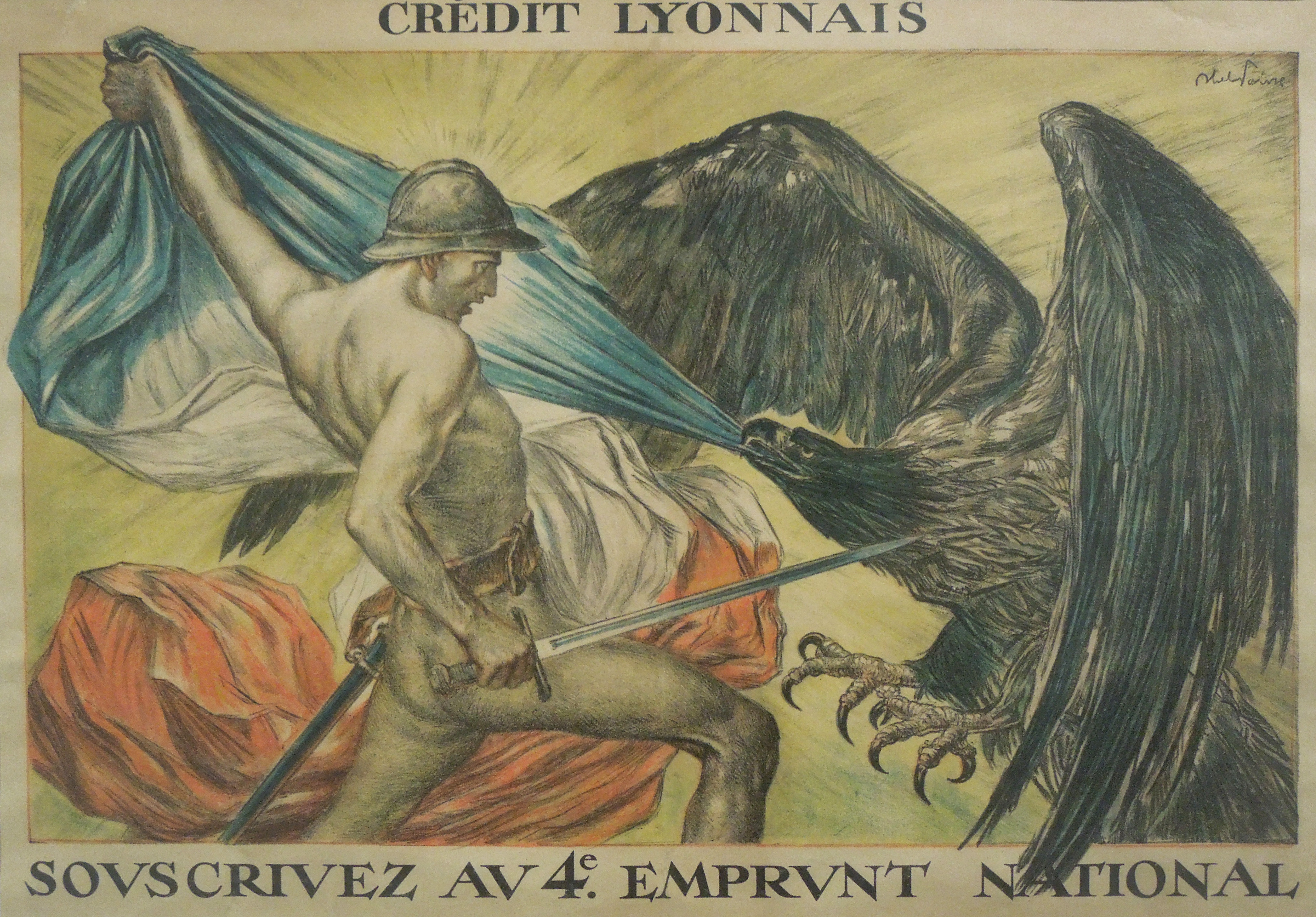
4º emprunt (1918).
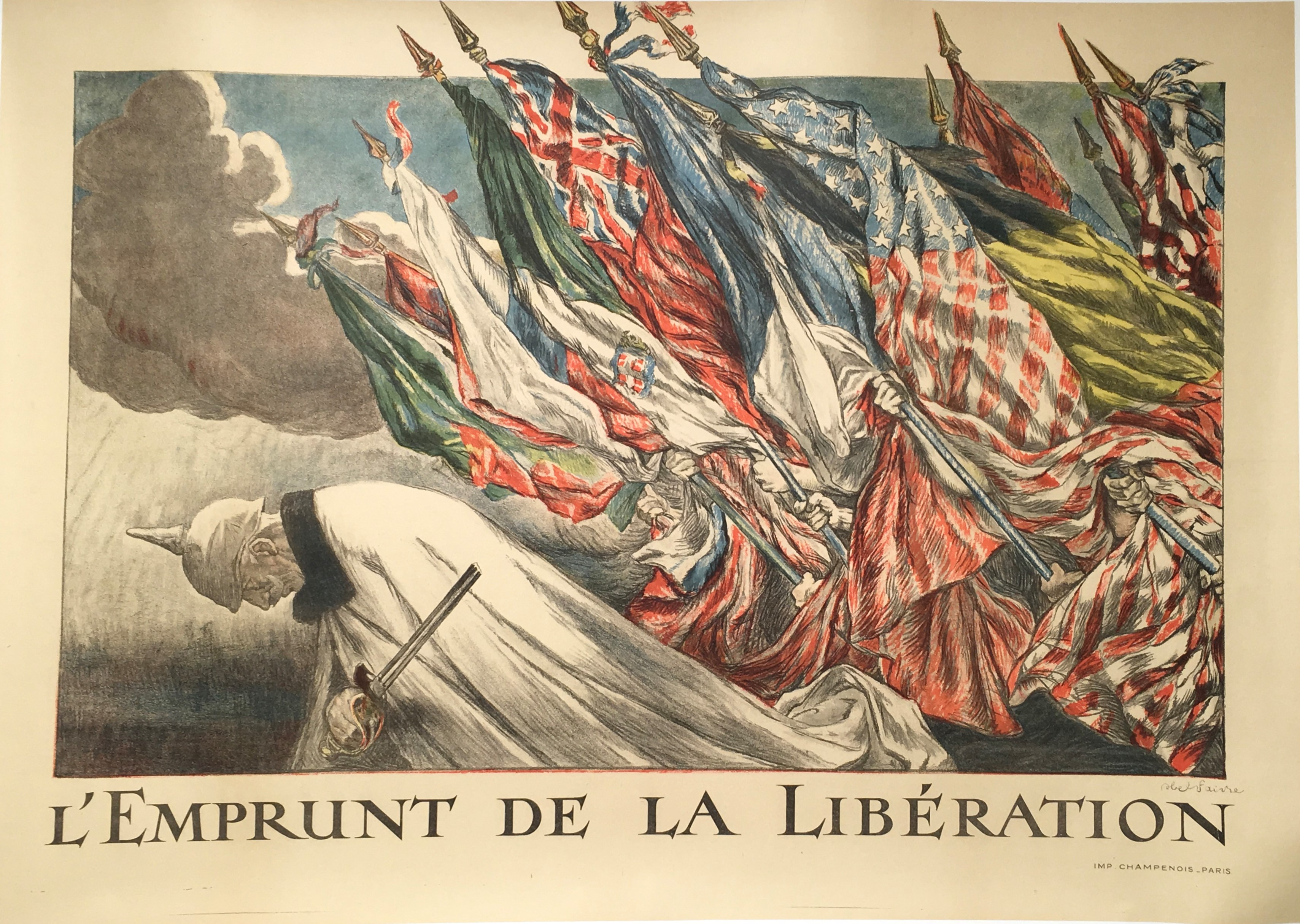
L'Emprunt de la Victoire (1918).

Couvertures d'Abel Faivre pour Le Rire
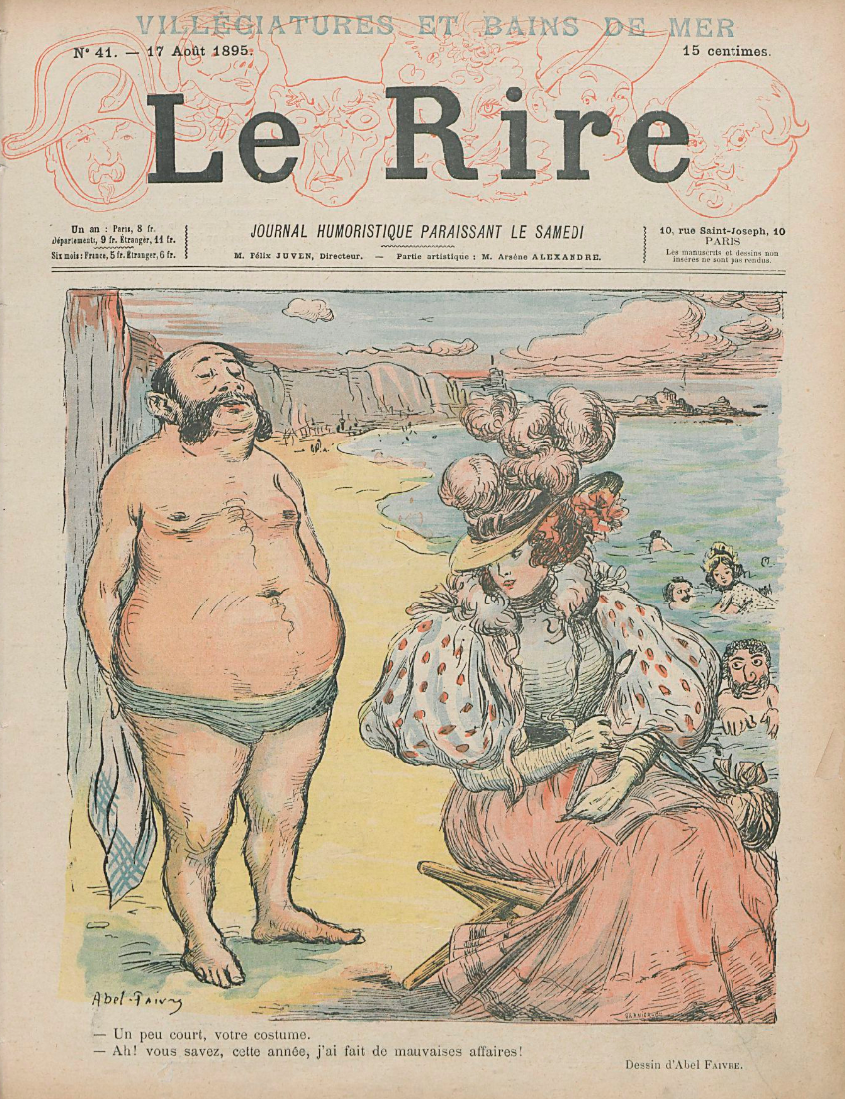
Un peu court, votre costume…, 17 agosto 1895.
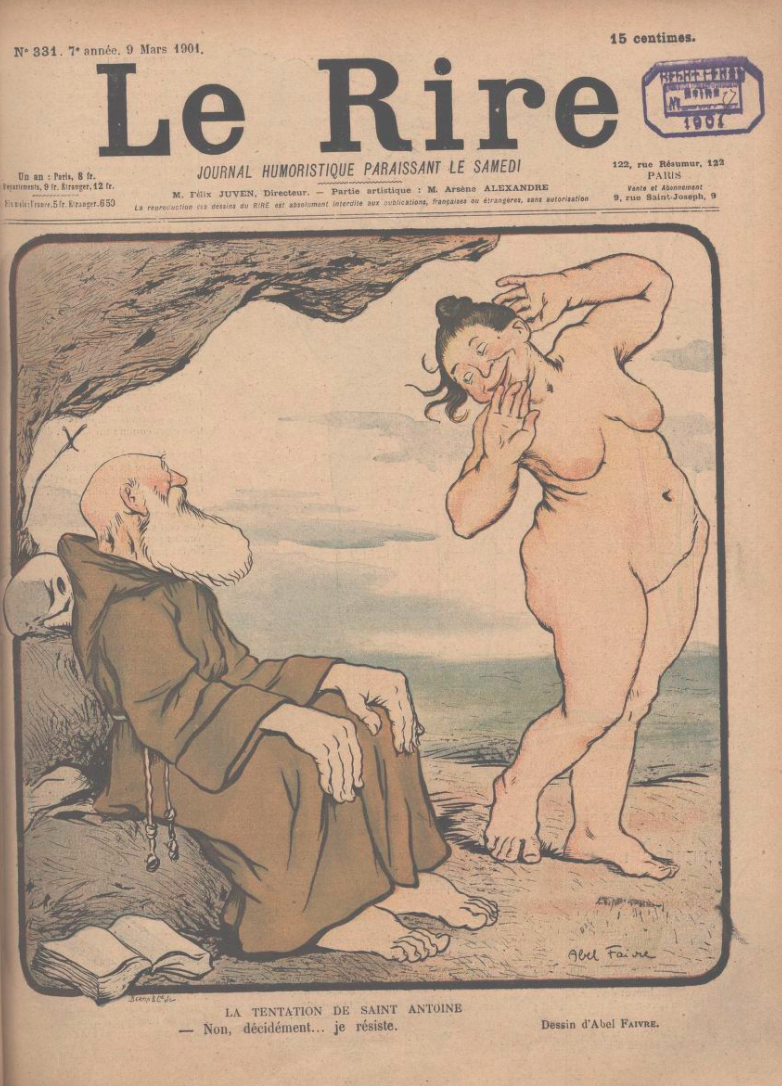
La tentation de saint Antoine, 9 marzo 1901.
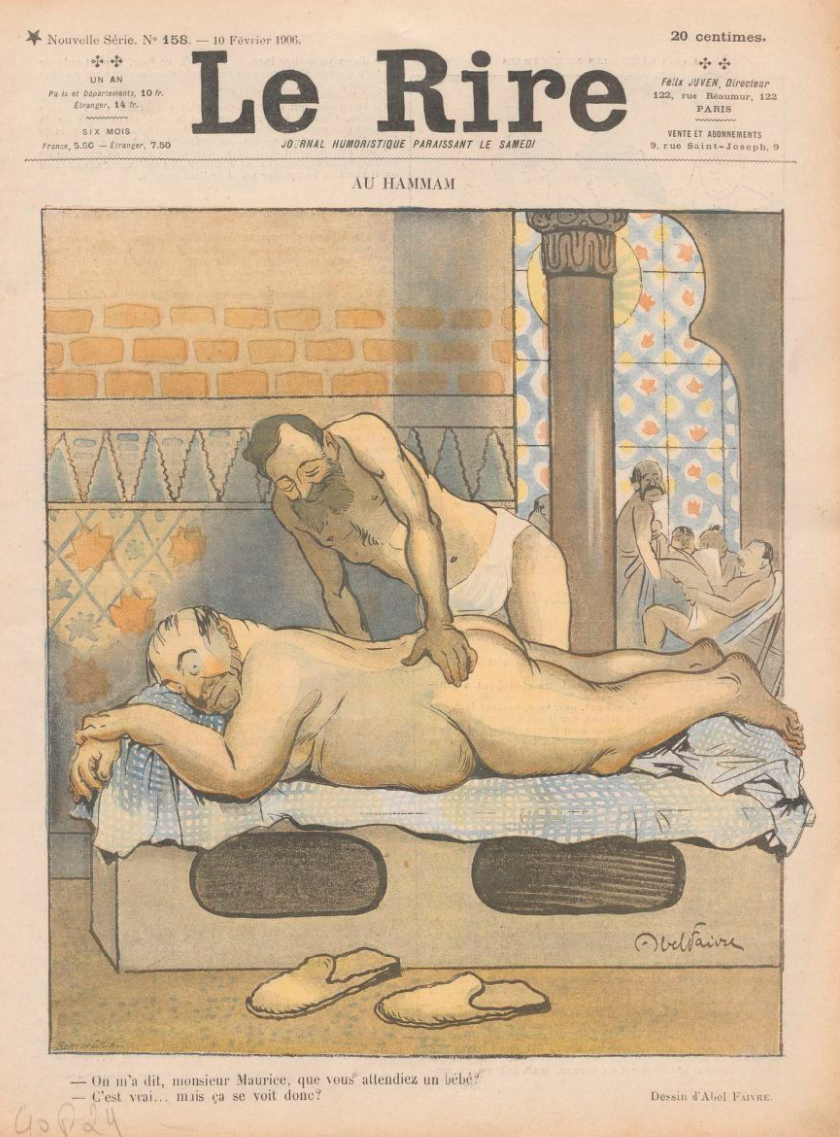
Au hammam, 10 febbraio 1906.
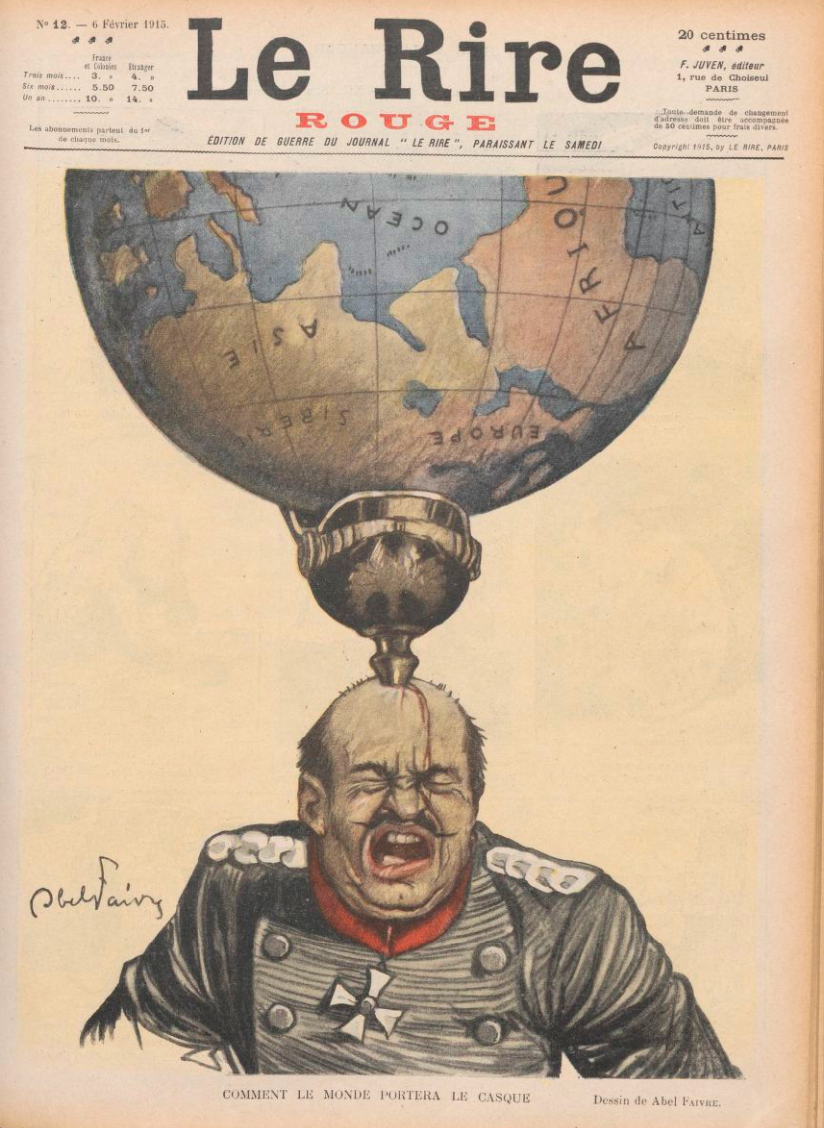
Comment le monde portera le casque, 6 febbraio 1915.
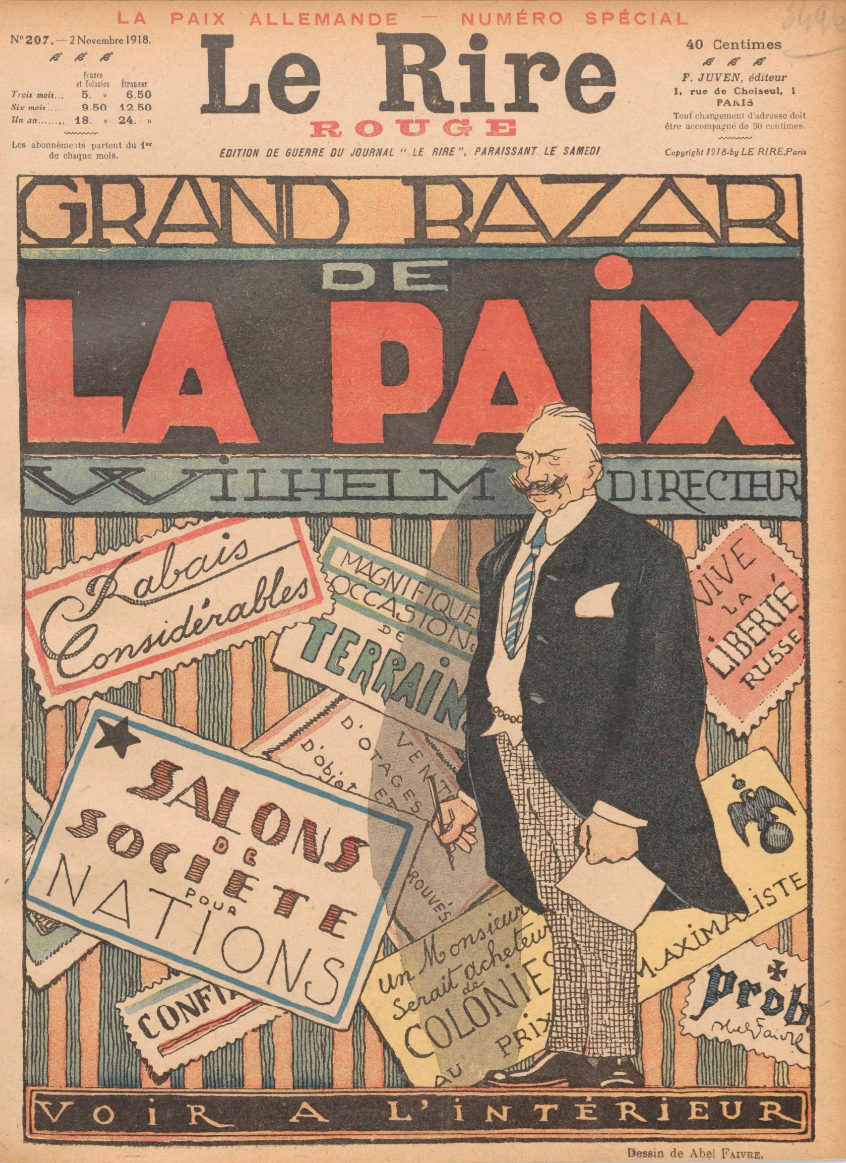
Grand Bazar de la Paix, 2 novembre 1918.